# Spinulosphaeria thaxteri
Spinulosphaeria thaxteri är en svampart som först beskrevs av Narcisse Theophile Patouillard, och fick sitt nu gällande namn av Sivan. 1974. Spinulosphaeria thaxteri ingår i släktet Spinulosphaeria och familjen Chaetosphaerellaceae.   Inga underarter finns listade i Catalogue of Life.